# Celtis balansae
Celtis balansae es una especie de plantas con flores perteneciente a la familia  Cannabaceae. Es endémica de Nueva Caledonia.

## Distribución y hábitat
La distribución conocida de Celtis balansae, así como su presencia en ambientes tan variados como bosques secos y bosques templados, probablemente ilustra la escasa información disponible para esta especie. Es endémica de Nueva Caledonia, donde su extensión de presencia (EDO) es 2063 k² y el área de ocupación (AOO) es de 24 km². Se conoce en seis localidades, la mitad de ellas en hábitat de bosque seco, que es uno de los hábitats más amenazados de Nueva Caledonia. La reducción de los bosques secos se ha estimado en un 95% durante los últimos 150 años (Bouchet 1995) y esta degradación continúa hoy en día.

## Ecología
La principal amenaza es el pastoreo de ganado y la agricultura, que se inició en la década de 1850 y está en curso. Otra amenaza proviene del Ciervo Ruso ( Cervus timorensis russa), que se introdujo en la década de 1880 y se adaptó muy bien a los hábitats caledonianos. Su población puede haber llegado a 105,000-110,000 individuos en estado silvestre. Este ciervo consume una amplia variedad de especies de plantas y también causa graves daños a los árboles por frotamiento de sus astas contra los tallos de los árboles. La tercera gran amenaza son los incendios incontrolados que barren a través de las tierras bajas de Nueva Caledonia cada año durante la estación seca y que han transformado lentamente parches remanentes de bosque seco en matorral dominado por Acacia spirorbis y Leucaena leucocephala , o en las sabanas Melaleuca quinquenervia. 

## Taxonomía
Celtis balansae fue descrita por Jules Emile Planchon y publicado en Prodromus Systematis Naturalis Regni Vegetabilis 17: 183. 1873.
Etimología
Celtis: nombre genérico que deriva de céltis f. – lat. celt(h)is  = en Plinio el Viejo, es el nombre que recibía en África el "lotus", que para algunos glosadores es el azufaifo (Ziziphus jujuba Mill., ramnáceas) y para otros el almez (Celtis australis L.)
balansae: epíteto otorgado en honor del botánico francés Benedict Balansa.